# Ujęcie wprowadzające
Ujęcie wprowadzające jest używane w procesie tworzenia filmów i produkcji telewizyjnych. Opisuje ono lub wprowadza w kontekst sceny pokazując relacje pomiędzy jej najważniejszymi obiektami i postaciami. Zwykle jest to ujęcie planu ogólnego lub planu totalnego na początku sceny, które wskazuje gdzie, i czasem kiedy, dzieje się dalsza część sceny.
Ujęcia wprowadzające były bardziej popularne podczas ery kina klasycznego, niż obecnie. Współcześni twórcy filmowi mają tendencję do pomijania ujęcia wprowadzającego w celu nadania scenie szybszego tempa. Dodatkowo, informacyjna natura takiego ujęcia może być niewłaściwa dla scen o tajemniczym charakterze, które celowo ujawniają niewiele szczegółów.

## Sposoby użycia ujęcia wprowadzającego
Wskazanie lokalizacjiUjęcia wprowadzające mogą wykorzystywać znane miejsca aby określić miasto, w którym dzieje się akcja, na przykład Berliner Fernsehturm do identyfikacji Berlina, Empire State Building albo Statuę Wolności do identyfikacji Nowego Jorku, lub też London Eye albo Elizabeth Tower (powszechnie nazywaną Big Ben) do identyfikacji Londynu, Sydney Opera House do identyfikacji Sydney, Wieży Eiffla do identyfikacji Paryża, lub Las Vegas Strip do identyfikacji Las Vegas.
CzasNiekiedy widz jest stopniowo wprowadzany w to, co się dzieje w danej chwili. Na przykład nocne ujęcie budynku z zewnątrz, po którym następuje ujęcie wnętrza z rozmawiającymi ludźmi daje do zrozumienia, że rozmowa ta ma miejsce w nocy w tym właśnie budynku. W rzeczywistości rozmowa mogła być sfilmowana na planie studyjnym, który fizycznie znajduje się daleko od sugerowanej lokalizacji, ze względu na ograniczenia budżetowe, konieczne zezwolenia, albo restrykcje czasowe.
RelacjeUjęcie wprowadzające może być ujęciem planu ogólnego pokoju, które pokazuje wszystkie postacie biorące udział w danej scenie. Na przykład scenie morderstwa w sali wykładowej może zaczynać się od ujęcia całego pomieszczenia wraz z wykładowcą i studentami, którzy robią notatki. Można też użyć zbliżenia na początku sceny w celu określenia sytuacji (dla sceny w sali wykładowej może to być na przykład ujęcie długopisu w trakcie pisania notatki przez studenta).
Wprowadzenie koncepcjiZamiast lokalizacji, ujęcie wprowadzające może także wprowadzać koncepcję. Na przykład wejście ukazujące ćwiczenia sztuk walki wizualnie wprowadza temat sztuk walki. Ujęcie deszczu może być ujęciem wprowadzającym, po czym mogą następować ujęcia z coraz większą ilością szczegółów deszczu, kończące się ujęciem spadających pojedynczych kropli wody. Twórca filmu umawia się z widzem na stosowanie skrótu, który opiera się na powszechnej bazie kulturowej kina.